# Pavel Korin
Pavel Dmitrijevitj Korin (ryska: Павел Дмитриевич Корин), född 8 juli 1892 och död 22 november 1967, var en rysk konstnär och restaurator, känd för sina porträtt och sina nostalgiska målningar av ett förflutet heligt Ryssland. Korin är också bekant för sin ofullbordade monumentalmålning "Farväl till Ryssland", vilken han förberedde under 40 års tid. 
Under 1950-talet gjorde Korin flera mosaiker för Moskvas tunnelbana, exempelvis på Novoslobodskaja och Komsomolskaja på ringlinjen, och på Arbatskaja på blå linjen.

## Utmärkelser
Korin fick en rad utmärkelser, däribland Stalinpriset 1954 och en guldmedalj vid världsutställningen Expo 58 i Bryssel.